# Eulabidogaster setifacies
Eulabidogaster setifacies là một loài ruồi trong họ Tachinidae.